# Vingt-cinq Chants et danses populaires norvégiens

Les Vingt-cinq Chants et danses populaires norvégiens (25 Norske Folkeviser og Danser) opus 17 sont un cycle de pièces brèves pour piano d'Edvard Grieg. Composés en 1870, ils sont dédiés au violoniste et compositeur Ole Bull que Grieg considéra toute sa vie comme son maître. En cette même année le compositeur rencontra Franz Liszt à Rome.

## Structure
1. Danse du printemps
2. L'Adolescent
3. Danse (springdans)
4. Niels Tallefjorn
5. Danse de Jölster
6. Chanson de fiançailles
7. Halling
8. Grisen
9. Chant religieux
10. Lied
11. Lied héroïque
12. Solfager
13. Chanson de voyage
14. Chant funèbre
15. La dernière soirée de samedi
16. Je connais une petite fille
17. La mouche
18. Danse humoristique
19. Hölje Dale
20. Halling
21. Sabygga
22. L'appel (Ranz des vaches)
23. Chanson de paysan
24. Chanson de fiançailles
25. Les noces du corbeau

## Source
- François-René Tranchefort (dir.), Guide de la musique de piano et de clavecin, Paris, Fayard, coll. « Les indispensables de la musique », 1987, 870 p. (ISBN 978-2213016399, BNF 34978617), p. 389